# Марголин, Семён Леонтьевич
Семён Леонтьевич Марголин — деятель советской авиационной промышленности, директор авиазавода № 22, кавалер ордена Ленина (14.11.1933).
Родился в 1895 г. в Санкт-Петербурге; образование среднее; член ВКП(б).
С 1920 по 1921 год первый начальник пограничных районов Дальневосточной республики.
В 1928 году указан как начальник политотдела 20-й стрелковой дивизии им. Ленинградского Губпрофсовета (Ленинград).
В ноябре 1928 г. зачислен в резерв РККА и откомандирован в распоряжение Военно-промышленной комиссии ВСНХ СССР.
С января 1932 года директор входившего в ЦАГИ завод № 39 им. Менжинского. Руководил постройкой первого в Советском Союзе стратостата «СССР-1», за что был награждён орденом Ленина (14.11.1933).
С 1934 до конца 1935 года заместитель начальника ГУАП. С конца 1935 года директор авиационного завода № 22 в Филях (ныне АО «ГКНПЦ имени М. В. Хруничева»), приступившего к освоению серийного производства бомбардировщиков СБ.
Арестован 5 февраля 1937 года как бывший «толмачёвец» (т. н. антипартийная группа Толмачёва-Эйсмонта), позже упоминался в показаниях Тухачевского. Военной коллегией Верховного суда СССР 26 сентября 1937 года признан виновным в участии в контрреволюционной террористической организации и приговорен к высшей мере наказания. В тот же день расстрелян в Донском монастыре.